# International Cosmos Prize
International Cosmos Prize — международная японская ежегодная научная премия Фонда Expo '90 (Commemorative Foundation for the International Garden and Greenery Exposition). Основана в 1993 году на средства, оставшиеся от Международной садовой выставки, прошедшей тремя годами ранее в Осаке под девизом «Гармоничное сосуществование природы и человечества». Ею отмечаются люди, признанные способствующими реализации этой концепции. Слово космос в её названии восходит к одноименному растению Космее, которое цвело во время того Экспо, а также — с греческого — оно означает универсальную гармонию, которой призвана послужить премия.
Присуждается современнику или коллективу. Лауреату вручаются медальон и 40 миллионов японских иен. Церемония награждения проходит осенью, награждаемому предлагается прочесть лекцию и в его честь проводится симпозиум.

## Лауреаты
- 1993 — Пранс, Гиллиан
- 1994 — Jacques Barrau[фр.]
- 1995 — Tatuo Kira
- 1996 — Шаллер, Джордж
- 1997 — Докинз, Ричард
- 1998 — Даймонд, Джаред
- 1999 — У Чжэнъи
- 2000 — Аттенборо, Дэвид
- 2001 — Anne Whiston Spirn[англ.]
- 2002 — Фонд Чарлза Дарвина[англ.]
- 2003 — Рейвен, Питер
- 2004 — Julia Carabias Lillo[исп.]
- 2005 — Даниель Поли
- 2006 — Raman Sukumar[англ.]
- 2007 — Мейс, Джорджина
- 2008 — Phan Nguyên Hồng[англ.]
- 2009 — Дейли, Гретхен
- 2010 — Estella Leopold
- 2011 — Научный управляющий комитет проекта Перепись населения океана
- 2012 — Уилсон, Эдвард Осборн
- 2013 — Robert T. Paine[англ.]
- 2014 — Дескола, Филипп
- 2015 — Рокстрём, Йохан
- 2016 — Kunio Iwatsuki[исп.]
- 2017 — Гудолл, Джейн
- 2018 — Берк, Огюстен
- 2019 — Стюарт Пимм
- 2020 — не присуждалась из-за пандемии COVID-19
- 2021 — Беллвуд, Питер
- 2022 — Фелиция Кисинг
- 2023 — Kristin Shrader-Frechette[англ.]
- 2024 - William J. Sutherland[англ.]
- 2025 — прежде объявлялся в июле